# Sehnsucht der Frauen
Sehnsucht der Frauen (Originaltitel: Kvinnors väntan) ist ein in Schwarzweiß gedrehter schwedischer Spielfilm von Ingmar Bergman aus dem Jahre 1952.

## Handlung
In einem Sommerhaus warten vier Frauen, Annette, Rakel, Marta und Karin, auf die Ankunft ihrer Ehemänner. Alle vier sind mit Männern der wohlhabenden Industriellenfamilie Lobelius verheiratet. Bei ihnen ist auch Maj, Martas jüngere Schwester. Als Annette gesteht, dass ihre Ehe mit Paul Lobelius nur auf dem Papier besteht und, trotz gegenseitigen Respekts, jeder Nähe und Intimität entbehrt, erzählen auch Rakel, Marta und Karin von ihren Erfahrungen.
Rakel schildert eine Begebenheit vom vorigen Jahr: Nachdem sie ihren Mann Eugen mit ihrem Jugendfreund Kaj betrogen hat, beichtet sie ihren Seitensprung in der Hoffnung, dass die Sprachlosigkeit in ihrer Ehe ein Ende haben möge. Stattdessen bietet ihr Eugen, nachdem er kurz die Fassung verloren hat und sich eine Annäherung zwischen ihnen andeutet, die Scheidung an. Danach schließt er sich mit einem Jagdgewehr in seiner Hütte ein und droht, sich umzubringen. Sein Bruder Paul kann ihm das Vorhaben ausreden; Rakel und Eugen bleiben zusammen, ohne ihre Probleme gelöst zu haben.
Marta erzählt, wie sie und der junge Maler Martin sich in Paris kennenlernten und sie ihm zuliebe ihre Verlobung auflöste. Kurz nachdem Marta erfährt, dass sie schwanger ist, stirbt Martins Vater, das Oberhaupt der Familie Lobelius. Martin geht nach Schweden zurück, damit er weiterhin seine Pension beziehen und sein Künstlerdasein fortsetzen kann. Marta beschließt, ihr Kind allein zu bekommen, und wehrt alle Kontaktversuche Martins ab. Schließlich gibt sie seinem Werben doch nach und heiratet ihn.
Die dritte Episode schildert, wie Karin und ihr Mann Fredrik bei der Heimkehr von einem Galaabend im Fahrstuhl ihres Hauses steckenbleiben. Nachdem sie einsehen, dass sie die Nacht im Aufzug werden verbringen müssen, kommen sie sich in der Enge ihres Verlieses näher und schlafen miteinander. Am nächsten Morgen werden sie aus ihrer misslichen Lage befreit, aber trotz ihres Vorhabens, den Tag miteinander zu verbringen, reißt Fredrik sich wegen geschäftlicher Verpflichtungen von ihr los.
Nachdem Karin ihre Erzählung beendet hat, trifft das Boot mit den Ehemännern ein. Maj gesteht ihrer Schwester Marta, dass sie plant, mit ihrem Freund Henrik, Pauls und Anitas Sohn, davonzulaufen. Marta lässt sie gehen, damit Maj ihre eigenen, auch schmerzhaften, Erfahrungen machen kann.

## Hintergrund

### Produktion und Filmstart
Sehnsucht der Frauen war Bergmans erster Film nach dem Ende der von Streiks und Produktionsstopps begleiteten Filmkrise in Schweden 1951 bis 1952. Bergman erklärte sich bereit, für die Produktionsgesellschaft Svensk Filmindustri eine publikumswirksame Arbeit nach einem eigenen Stoff abzuliefern. Die Dreharbeiten fanden zwischen April und Juni 1952 in den Råsunda Studios in Filmstaden, auf der Insel Siarö und in Paris statt. Der Film hatte am 3. November 1952 in Schweden Premiere und war, wie erhofft, ein Publikumserfolg.
Entsprechend den unterschiedlichen Charakteren der Frauen und ihren Erzählungen gestaltete Bergman die drei Episoden filmisch sehr verschieden: „Die erste Episode ist sehr keusch, die zweite ist sehr beweglich, und die im Aufzug hat einen heißen, ein bißchen burlesken Ton“. (Bergman) Zudem gestaltete er die mittlere Episode, inspiriert durch Gustav Machatýs Filme Ekstase und Nocturno, bewusst sehr dialogarm, ein Versuch, den er nach eigener Aussage erst in Das Schweigen wiederholte. Die dritte, überwiegend in der Enge eines Fahrstuhls spielende Episode war Bergmans Reverenz an Alfred Hitchcock, dessen lange, in beengten Räumen spielende Szenen er, ebenso wie die Reduktion in dessen Filmen, bewunderte.
In Deutschland startete der Film, mit Kürzungen versehen, am 26. Juni 1962.

### Position in Bergmans Werk
Die burleske dritte Episode in Sehnsucht der Frauen (die ersten beiden waren eher dramatisch angelegt) war Bergmans erster Ausflug ins Komödienfach und blieb diejenige, mit der der gesamte Film identifiziert wurde. Nach dem eklatanten Misserfolg von Abend der Gaukler (1953) griff Bergman, um sein Renommee an der Kinokasse wiederherzustellen, auf das erfolgreiche Gespann Eva Dahlbeck/Gunnar Björnstrand aus Sehnsucht der Frauen zurück, das er in den anschließenden drei, überwiegend „leichteren“ Filmen Lektion in Liebe (1954), Frauenträume und Das Lächeln einer Sommernacht (beide 1955) erneut zusammenbrachte.

## Synchronisation
Die deutsche Synchronisation entstand nach einem Dialogbuch von Gerda von Rüxleben und der Dialogregie von Curt Ackermann im Auftrag der Berliner Synchron GmbH, Berlin.
| Darsteller         | Synchronsprecher  | Rolle            |
| ------------------ | ----------------- | ---------------- |
| Aino Taube         | Tilly Lauenstein  | Annette          |
| Karl-Arne Holmsten | Horst Keitel      | Eugen Lubelius   |
| Gunnar Björnstrand | Curt Ackermann    | Fredrik Lobelius |
| Douglas Hage       | Helmuth Grube     | Hausmeister      |
| Björn Bjelfvenstam | Claus Wilcke      | Hendrik          |
| Jarl Kulle         | Rainer Brandt     | Kaj              |
| Eva Dahlbeck       | Inge Landgut      | Karin            |
| Marta Arbin        | Christine Gerlach | Krankenschwester |
| Gerd Andresson     | Edeltraut Elsner  | Maj              |
| Maj-Britt Nilsson  | Margot Leonard    | Marta            |
| Birger Malmsten    | Jörg Cossardt     | Martin           |
| Håkan Westergren   | Kurt Waitzmann    | Paul Lobelius    |
| Anita Björk        | Edith Schneider   | Rakel            |

## Kritik
„Ohne Konzessionen an seinen Standpunkt als Darsteller menschlicher Verhaltensweisen und Moralisten zu machen, hat [Bergman], in der jedermann überraschenden Verkleidung als brillant-geistreicher Komödienautor, seinen bis dato vielseitigsten und gleichzeitig kohärentesten und harmonischsten Film gemacht.“

„Regisseur Ingmar Bergman [zeigt] ein Panoptikum verfehlter Liebes- und Ehebeziehungen […] Bergmans Männer sind ausnahmslos eitle Popanze ihres Geschlechtstriebes. Die Frauen finden sich in den Egoismus ihrer Männer mit milder Resignation – wenn sie nicht selbst Kinder kriegen, betrachten sie die Männer als solche. Seine später differenzierter dargebotenen Lieblingsthemen handelt Bergman in diesem Frühwerk in Holzschnittmanier ab.“

„In vier Episoden, am Fall vier verheirateter Frauen und eines jungen Mädchens, das noch an die grenzenlose Liebe glaubt, belegt Bergman seine (trotz allem nach Hoffnung trachtende) resignierende Einsicht, daß jede Sehnsucht in Entsagung mündet, daß dem frühen Verlangen nach Glück die spätere Bescheidung mit dem Kompromiß folgt. […] Aller beharrlich geübten privatesten Psychologie zum Trotze macht dieser Film dennoch Frustration und Entfremdung, und zwar nicht nur im Bereich des Erotischen, als grundsätzliche gesellschaftliche Zustände kenntlich. Er tut es vor allem da, wo Bergman die thesenhaften Dialoge meidet und den scheinbar puren Ironiker hervorkehrt, Situationen erfindet, die einen glücklichen Ausgang vermuten lassen und sich doch nur als elegantere Formen des alten Leerlaufs erweisen.“

„An einer Stelle bietet der Film geistvoll-witzige Ehepsychologie, doch an anderen Stellen breitet er etwas zu weitgehend seelische Abgründe aus. Nur sehr aufmerksame, erwachsene Betrachter werden hinter der augenfälligen resignierenden Haltung einen Schimmer der Hoffnung bemerken.“